# NGC 6890
NGC 6890 é uma galáxia espiral barrada (SBb) localizada na direcção da constelação de Sagittarius. Possui uma declinação de -44° 48' 23" e uma ascensão recta de 20 horas, 18 minutos e 18,0 segundos.
A galáxia NGC 6890 foi descoberta em 1 de Julho de 1834 por John Herschel.